# Waldridge (Durham)
Pour les articles homonymes, voir Waldridge.
 (février 2024).
Waldridge est une paroisse civile et un village situé dans le comté de Durham, en Angleterre. La population de la paroisse civile au recensement de 2001 était de 215 habitants.